# أنتي روكافينا
أنتي روكافينا (بالكرواتية: Ante Rukavina)‏ هو لاعب كرة قدم كرواتي في مركز الهجوم، ولد في 18 يونيو 1986 في شيبينيك في كرواتيا. شارك مع منتخب كرواتيا تحت 21 سنة لكرة القدم. أما مع النوادي، فقد لعب مع باناثينايكوس ودينامو زغرب ونادي فيبورج ونادي لوكوموتيفا وهايدوك سبليت.

## وصلات خارجية
- أنتي روكافينا على موقع اتحاد كرواتيا (الكرواتية)
- أنتي روكافينا على موقع قاعدة بيانات كرة القدم.إي يو (الإنجليزية)
- أنتي روكافينا على موقع Soccerway.com (الإنجليزية)
- أنتي روكافينا على موقع عالم كرة القدم.نت (الإنجليزية)
- أنتي روكافينا على موقع AS.com (الإسبانية)